# Мирное (Тарановский район)
Мирное (каз. Мирный) — село в Тарановском районе Костанайской области Казахстана. Входит в состав Новоильиновского сельского округа.. Код КАТО — 396459600.

## Население
В 1999 году население села составляло 252 человека (118 мужчин и 134 женщины). По данным переписи 2009 года, в селе проживало 111 человек (57 мужчин и 54 женщины).